# خرچنگ‌های آرنج‌دار
خرچنگ‌های آرنج‌دار (نام علمی: Parthenopidae) نام یک تیره از راسته ده‌پایان است.